# Département Haute-Saône
Das Département Haute-Saône [otˈsoːn] (amtlich Département de la Haute-Saône) ist das französische Département mit der Ordnungsnummer 70. Es liegt im Osten des Landes in der Region Bourgogne-Franche-Comté. Sein Name leitet sich vom Fluss Saône ab.

## Geographie
Das Département grenzt im Norden an das Département Vosges in Lothringen, im Osten an das Territoire de Belfort, den 1871 französisch gebliebenen Teil des Elsass, im Süden an die Départements Doubs und Jura, ebenfalls aus der Franche-Comté, im Südwesten an das Département Côte-d’Or, Teil der ehemaligen Region Burgund, sowie im Nordwesten an das Département Haute-Marne, Teil der Region Grand Est.
Den nördlichen Teil des Départements nehmen die südlichen Ausläufer der Vogesen ein. Dort entspringt die Saône, die dem Département den Namen gibt und dieses in südwestlicher Richtung durchfließt.

Landschaft
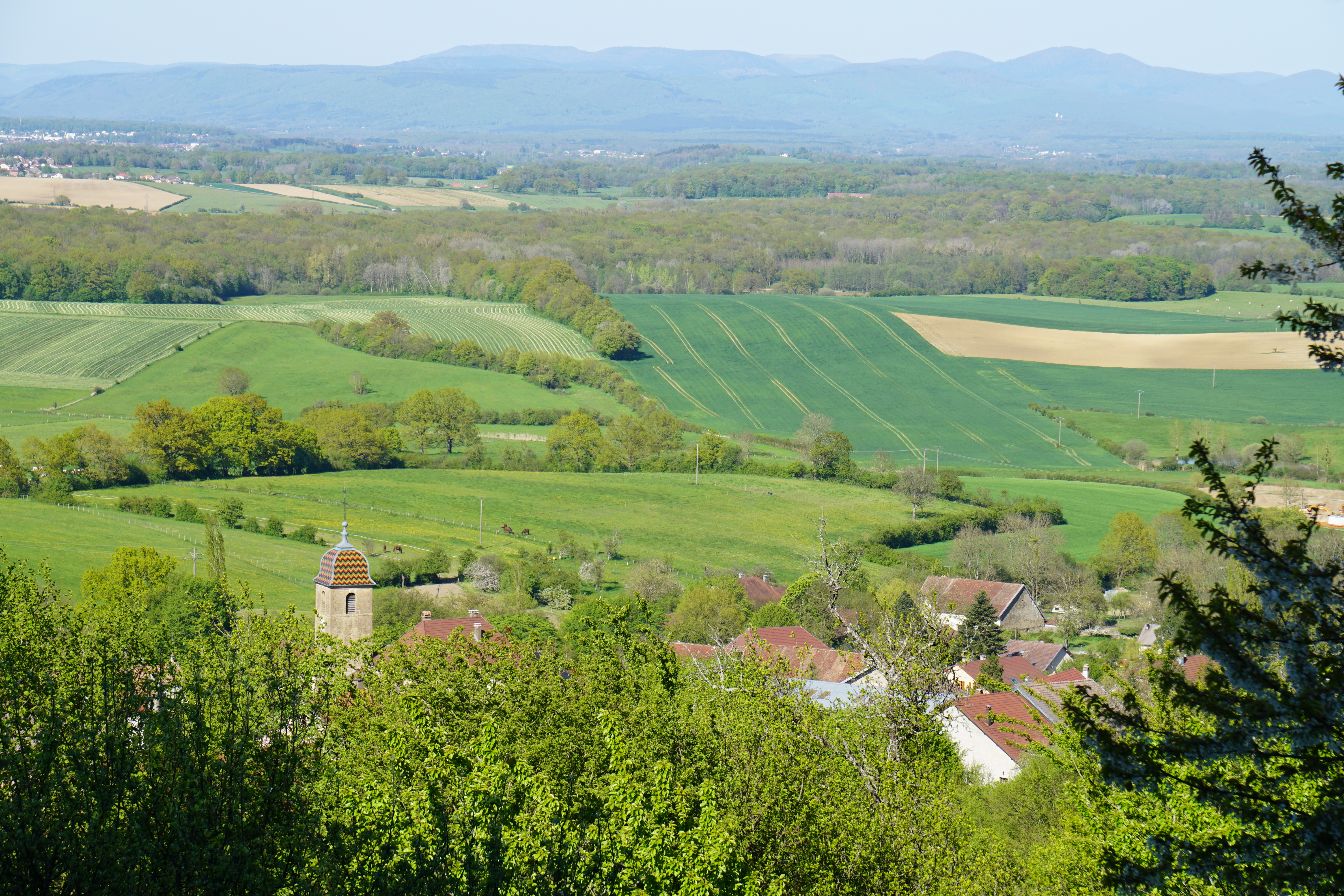
Das Gebiet von Lure und den Vogesen im Osten des Departements
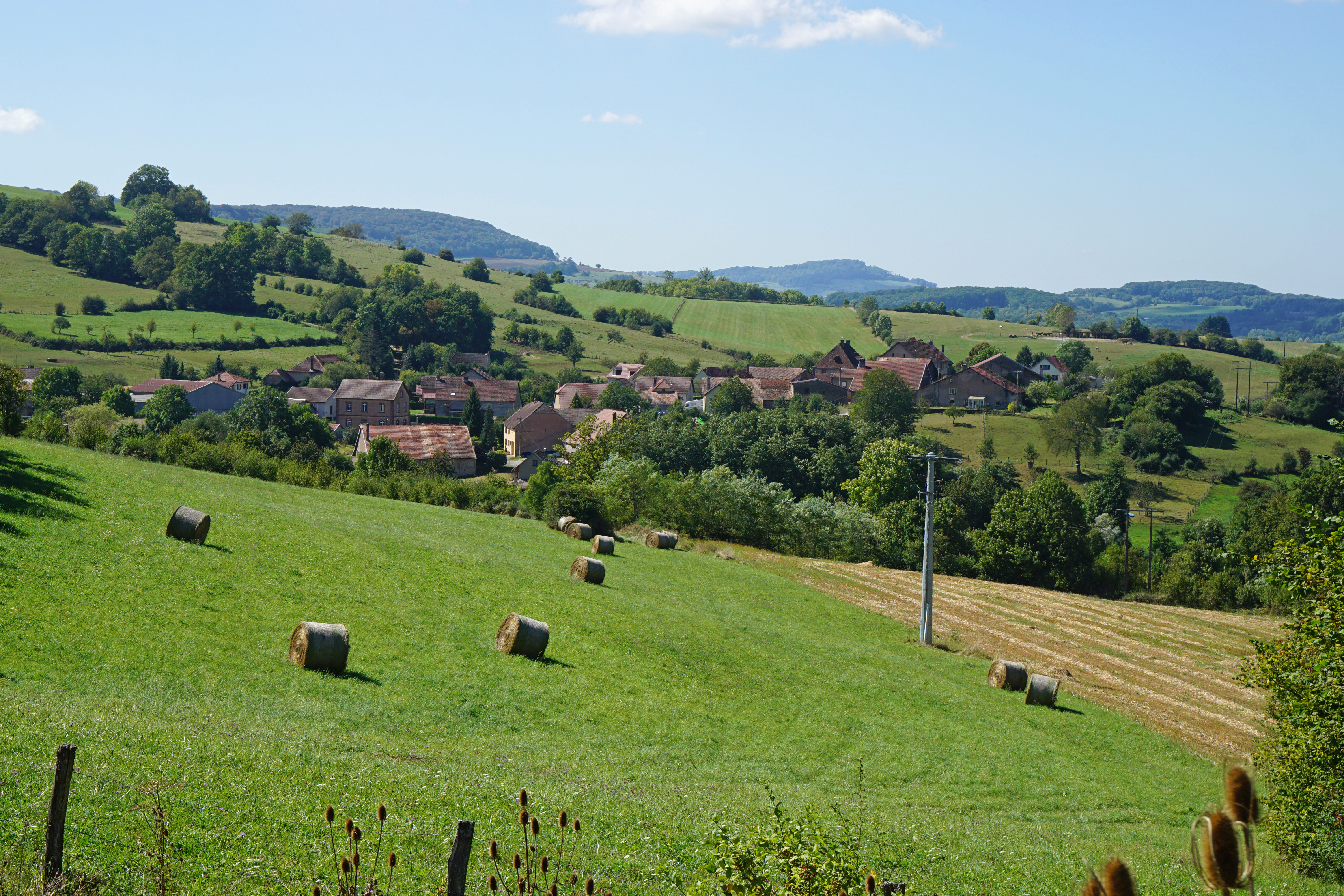
Landschaft im Südosten
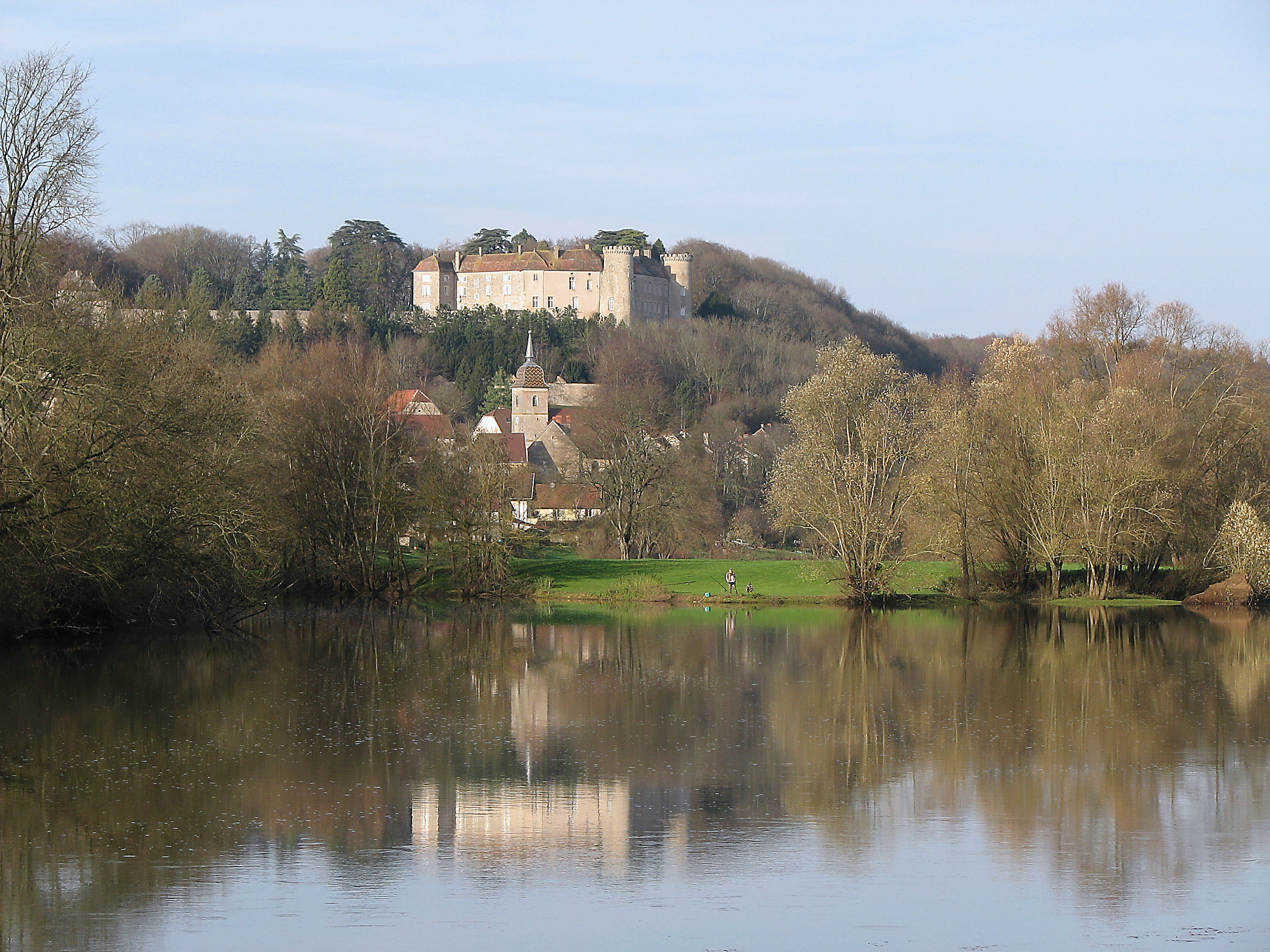
Ray-sur-Saône im Westen des Départements
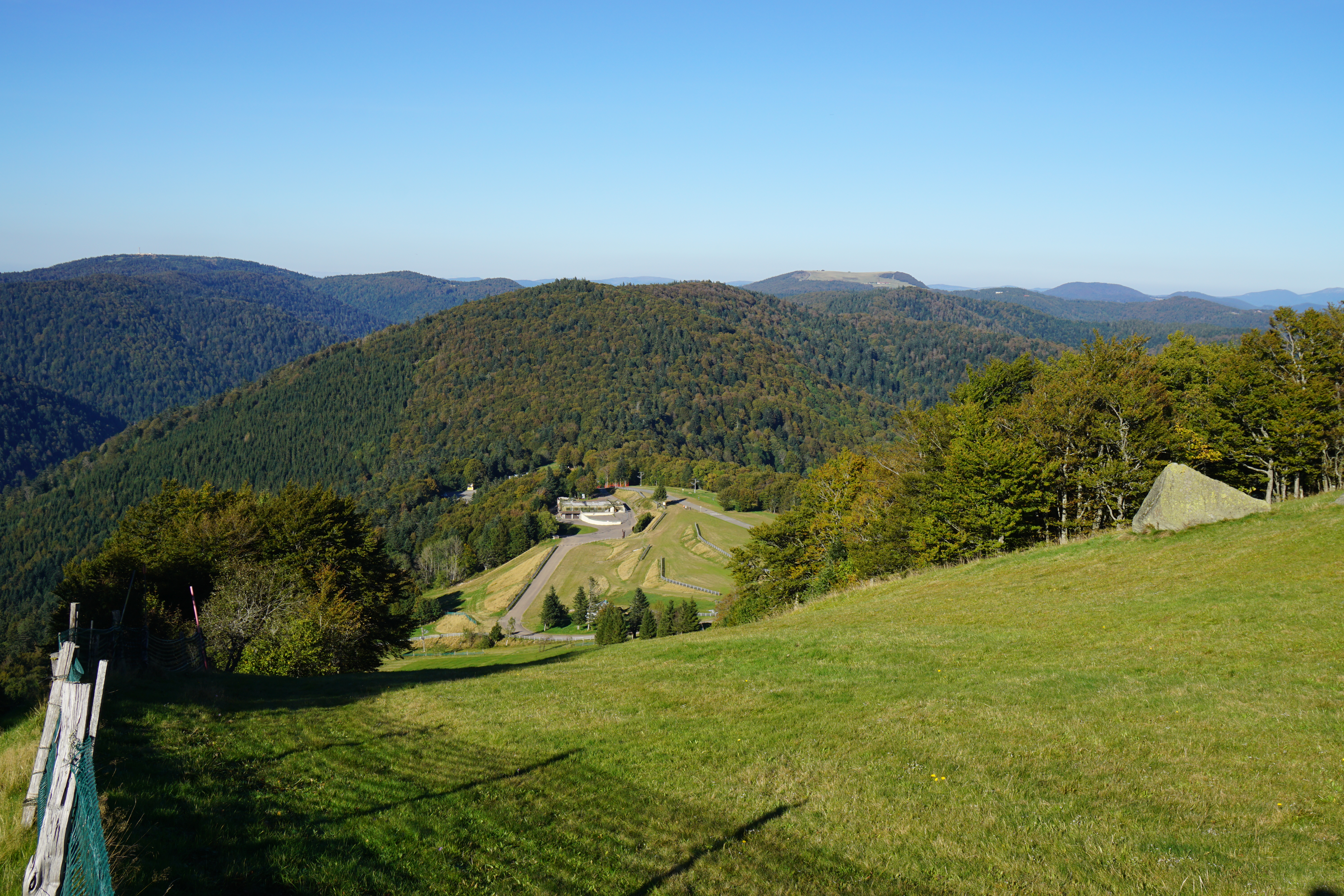
Planche des Belles Filles (Tour de France), Berg im Nordosten
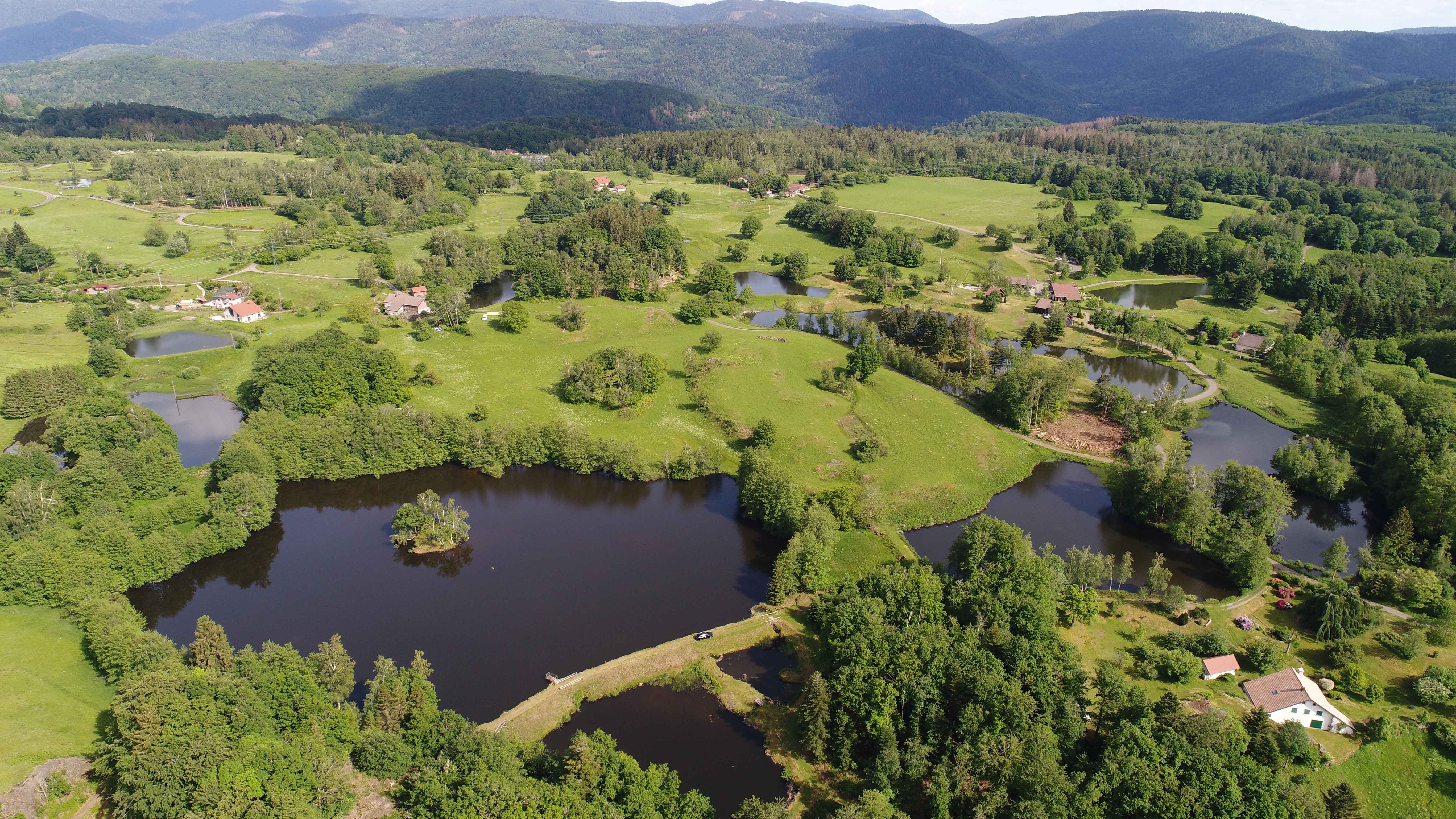
Landschaft des Plateau des Mille Étangs

## Geschichte
Das Département wurde am 4. März 1790 aus dem Norden der ehemaligen Freigrafschaft Burgund gebildet.
Das Département war auch vom Deutsch-Französischen Krieg mit den Schlachten von Héricourt und Villersexel betroffen, aber auch von der Nähe der Belagerung von Belfort. Das Département nahm Elsässer auf, die vor der Annexion Elsaß-Lothringens flüchteten.

Der Deutsch-Französische Krieg in Haute-Saône
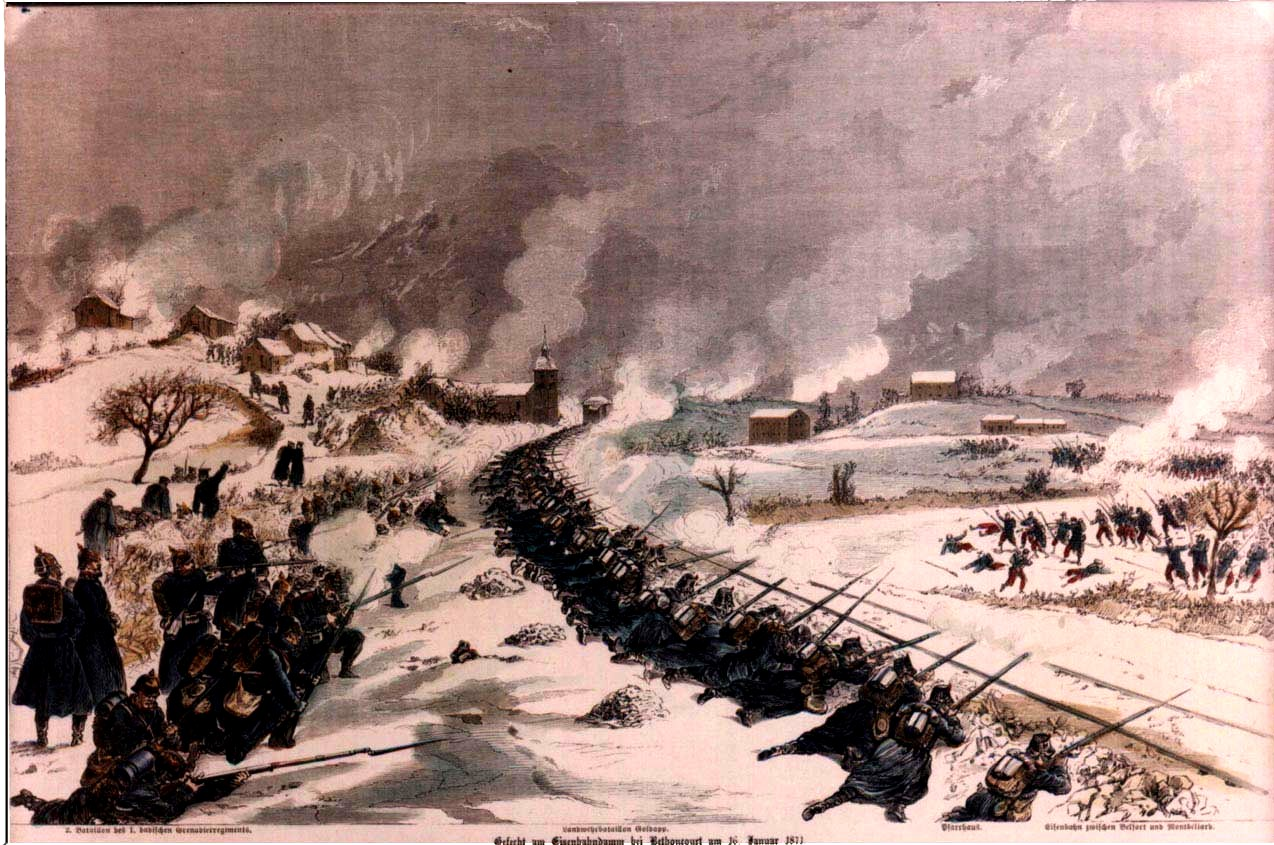
Schlacht an der Lisaine
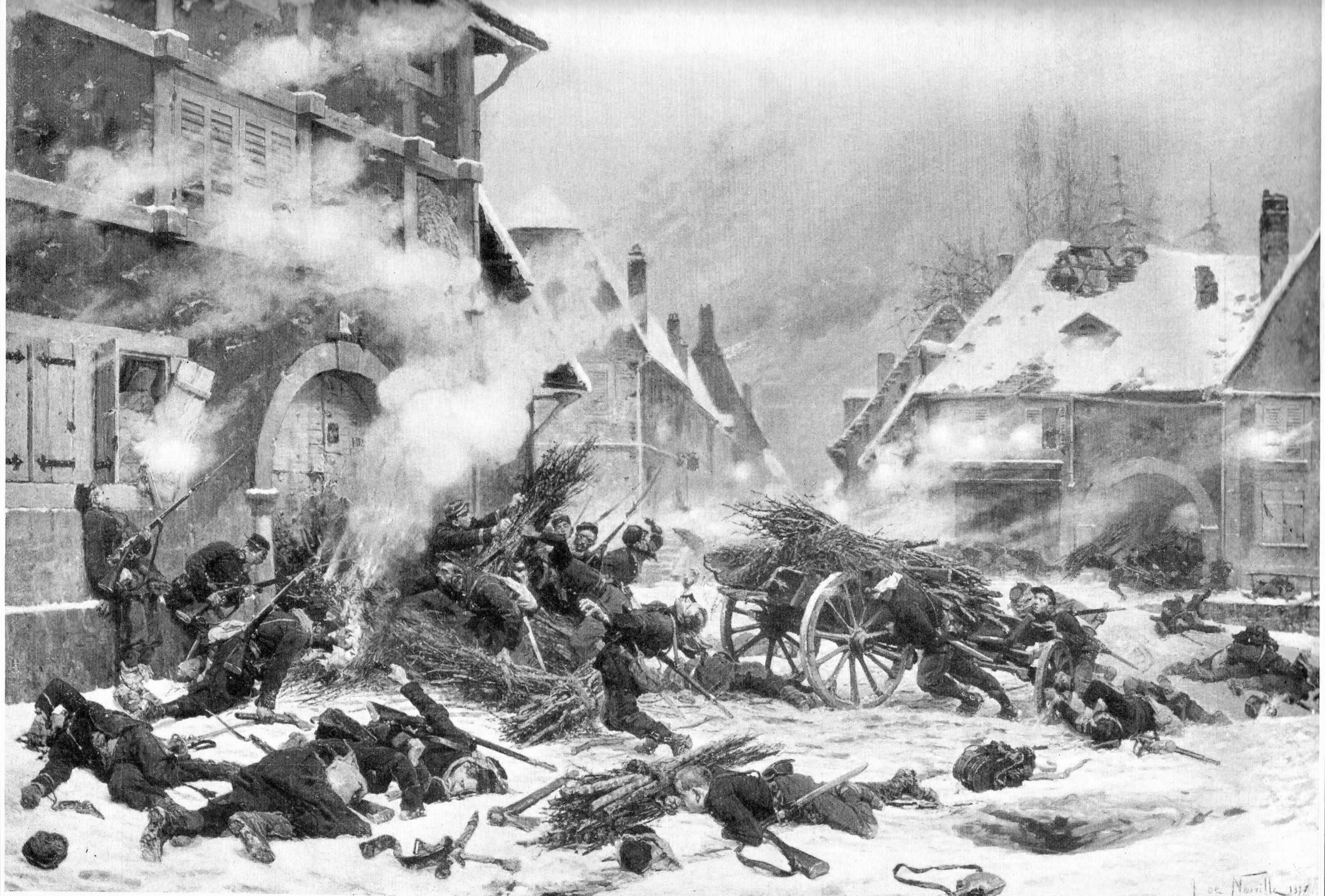
Gefecht bei Villersexel
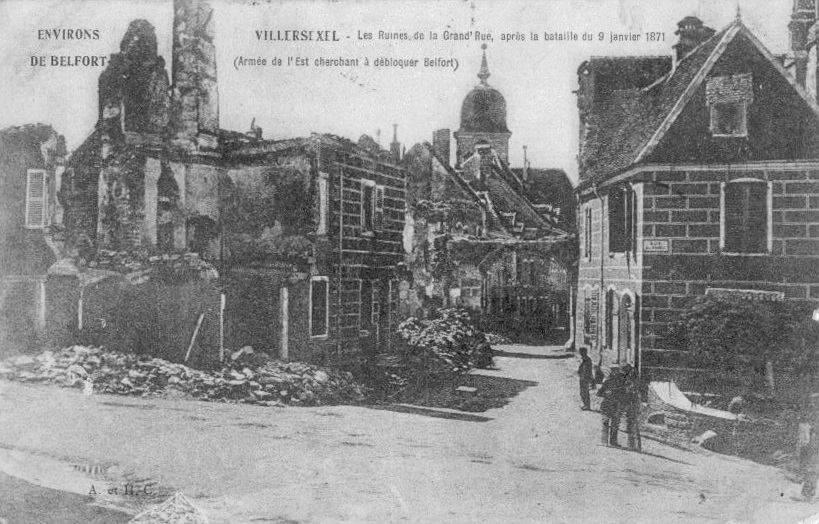
Blick auf die Zerstörung von Villersexel
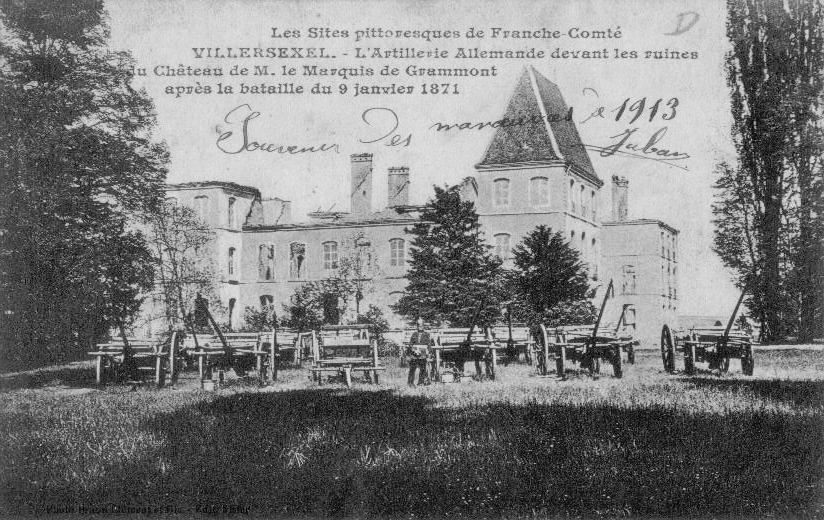
Deutsche Artillerie vor den Ruinen des Schlosses von Villersexel

Das Département hat eine bedeutende Bergbau- und Industrievergangenheit (Blei-, Eisen-, Kohle-, Kupfer-, Salz-, Silberminen, Bitumenschiefer, Schreibwaren, Spinnereien, Webereien, Schmieden, Gießereien, Fliesenfabriken, mechanische Fabriken).

Emblematische Industrien von Haute-Saône
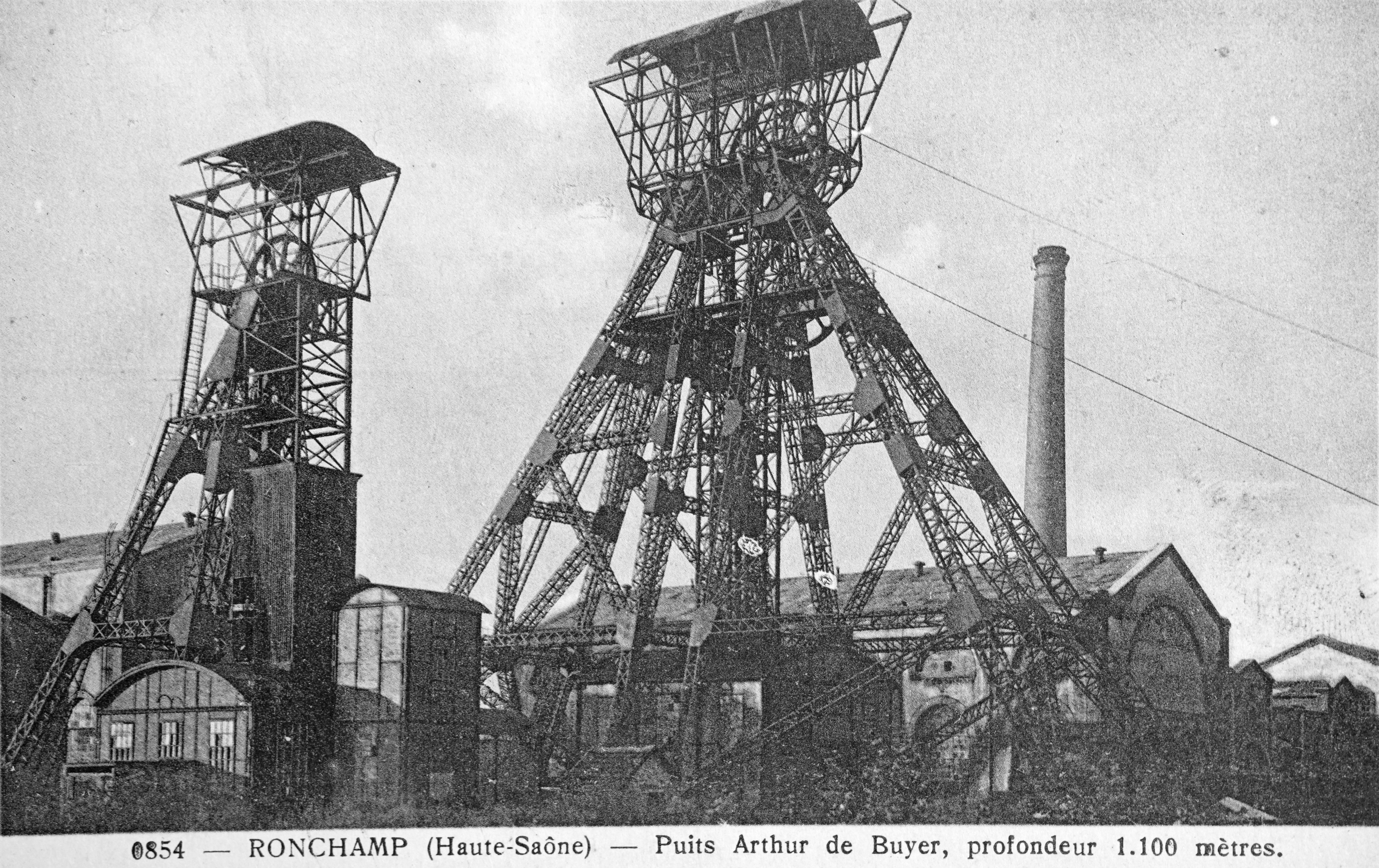
Schacht Arthur de Buyer (1.010 m), die tiefste Kohlenmine in Frankreich zwischen 1900 und 1910
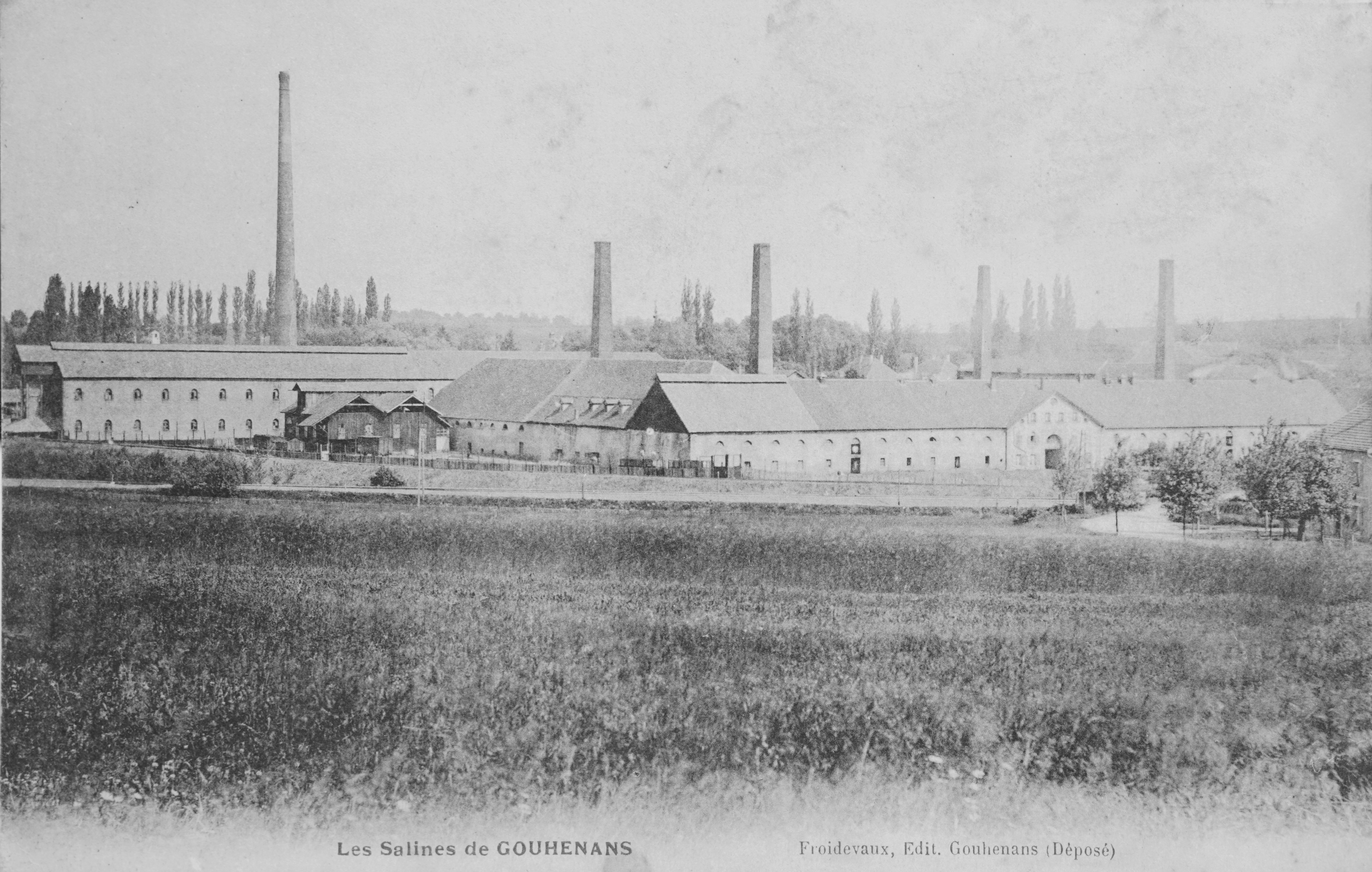
Die Gouhenans-Saline war eine der wichtigsten Salinen Frankreichs im 19. Jahrhundert
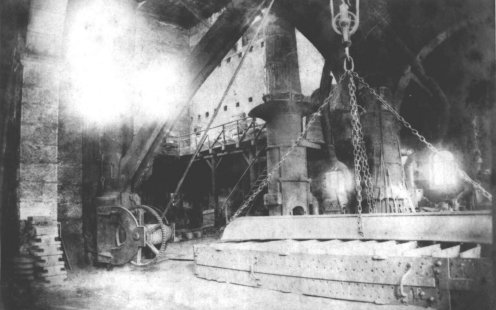
Innenansicht der Varigney-Fabrik (Dampierre-lès-Conflans), die Eisenindustrie wurde bis Mitte des 20. Jahrhunderts entwickelt
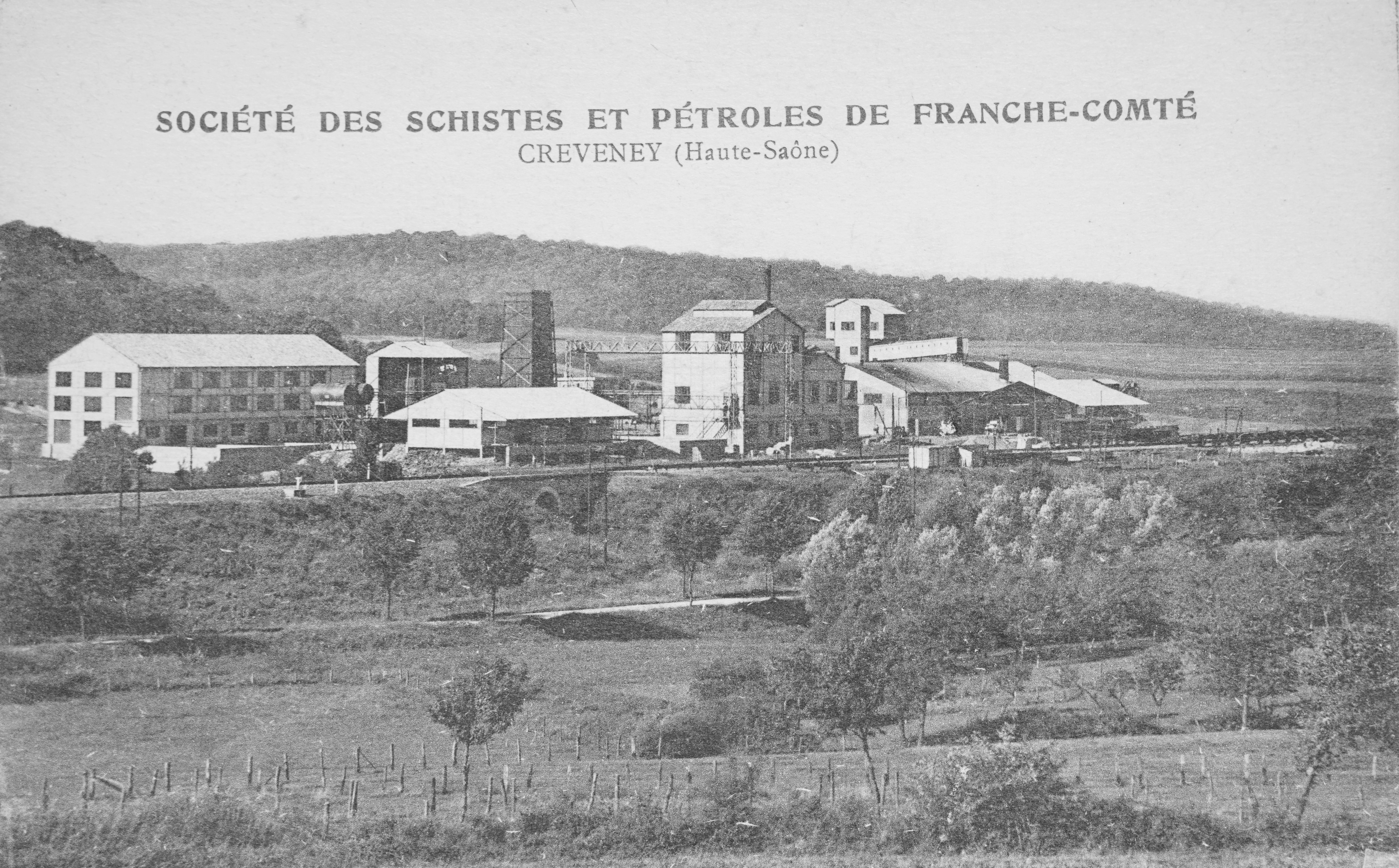
Bitumenschieferdestillationsanlage Creveney zwischen den beiden Weltkriegen

Von 1960 bis 2015 gehörte es zur Region Franche-Comté, die 2016 in der Region Bourgogne-Franche-Comté aufging.

## Wappen
Beschreibung: In Blau ein goldener Löwe mit Krone, roter Zunge und Krallen zwischen gesäten goldenen Schindeln, oben ein rotes Wellenschildhaupt mit silbernem Wellenbalken.

## Städte
Die bevölkerungsreichsten Gemeinden des Départements Haute-Saône sind:
| Stadt             | Einwohner (2022) | Arrondissement |
| ----------------- | ---------------- | -------------- |
| Vesoul            | 15.306           | Vesoul         |
| Héricourt         | 10.525           | Lure           |
| Lure              | 7.912            | Lure           |
| Luxeuil-les-Bains | 6.674            | Lure           |
| Gray              | 5.455            | Vesoul         |

## Verwaltungsgliederung
Das Département Haute-Saône gliedert sich in 2 Arrondissements, 17 Kantone und 536 Gemeinden:
| Arrondissement          | Kantone | Gemeinden | Einwohner 1. Januar 2022 | Fläche km² | Dichte Einw./km² | Code INSEE |
| ----------------------- | ------- | --------- | ------------------------ | ---------- | ---------------- | ---------- |
| Lure                    | 10      | 190       | 106.255                  | 1.892,31   | 56               | 701        |
| Vesoul                  | 11      | 346       | 127.665                  | 3.467,77   | 37               | 702        |
| Département Haute-Saône | 17      | 536       | 233.920                  | 5.360,08   | 44               | 70         |

Siehe auch:

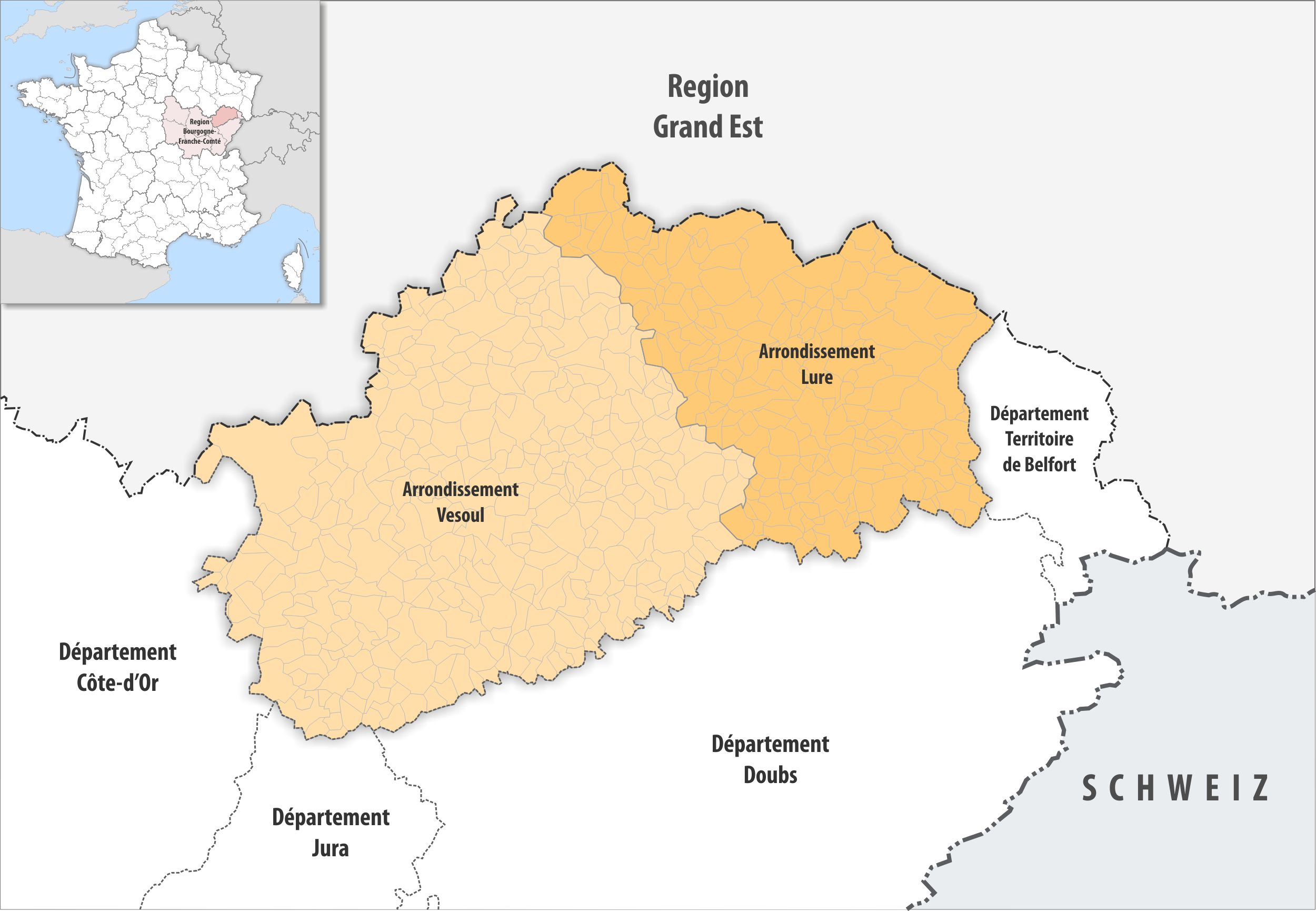
Gemeinden und Arrondissemente im Département Haute-Saône

- Liste der Gemeinden im Département Haute-Saône
- Liste der Kantone im Département Haute-Saône
- Liste der Gemeindeverbände im Département Haute-Saône

## Wirtschaft
Das Département ist landwirtschaftlich geprägt, fast die Hälfte seiner Fläche wird als Acker- und Weideland genutzt, ein weiteres Drittel ist von Wald bedeckt. Bekannte Milcherzeugnisse der Region sind der Comté-Käse und der Morbier-Käse mit dem berühmten Asche-Streifen.